# Hugo Mund Júnior
Hugo Mund Júnior (Mafra, 24 de dezembro de 1933) é um poeta e artista plástico brasileiro.

## Biografia
Passa a infância em Mafra e com 11 anos em 1944 chega em Florianópolis com a família. Estudou no Colégio Catarinense, onde conhece João Paulo Silveira de Souza, juntos escrevem e desenham. Com 15 anos - sob pseudônimo - remete à redação da Revista SUL  a peça para teatro “O Louco”. O texto é bem recebido para publicação. Entre os anos de 1948 e 1952 trabalha principalmente como ilustrador e desenhista. Opta pelo estudo das artes plásticas e em 1952 viaja para o Rio de Janeiro visando cursar a Escola Nacional de Belas Artes. Estuda desenho, gravura e história da arte, entre seus professores estava Osvaldo Goeldi, de quem recebeu influência na arte da gravura e desenho. Em 1958 retorna a Florianópolis, produzindo suas gravuras, desenhos e poemas visuais. Contribuiu com a revista do Grupo Sul. Em 1962 muda-se para Brasília e ingressa na Universidade de Brasília  como professor, onde realiza também pesquisas sobre linguagem visual e semiótica. Em 1965 foi demitido juntamente com outros professores  da UnB pelo Governo militar, em 1988 foi anistiado. Em 1987 Hugo Mund e Onor Filomeno dirigem as Oficinas de Arte do Museu de Arte de Santa Catarina.
É titular da cadeira 6 da Academia Catarinense de Letras.

## Publicações
- Gráficos, 1968
- Palavras que não são palavras
- Germens
- Espelho ardente, 1985 Editora Thesaurus[1]
- Ícones da terra, 1985 Editora Thesaurus[2]
- Medusas, 1985 Editora Sanfona[3]
- Véspera do coração, 1986 Editora Massao Ohno[4]
- Flauta de espuma, 1986 Editora Lavras[5]
- Exercício em branco, 1986 Editora Thesaurus[6]
- As vozes do juramento, 1987 Editora Noa Noa[7]
- Grifos & Emblemas, 1987 Editora da UFSC, Florianópolis[8]
- Palavra e cor, finalizado em 1968 e publicado em 1988 Edição do autor, livro artesanal impresso em serigrafia[9]
- Poesia Reunida, 1997 Edição Academia Catarinense de Letras, Vol 13º, Florianópolis[10]
- Cósmica Província, 1992 Editora da UFSC[11]

## Exposições
- 1º Salão Ferroviário, coletiva, 1956[12]
- Bienal Interamericana de Pintura y Grabado, 1958 : Cidade do México, México - Museo del Palacio de Bellas Artes[12]
- 5ª Bienal Internacional de São Paulo, 1959 - Museu de Arte Moderna de São Paulo - MAM/SP[12]
- Pré-Bienal de São Paulo, 1970 - Fundação Bienal de São Paulo[12]
- 1ª Mostra Internacional de Poesia Visual de São Paulo, 1988 - Centro Cultural de São Paulo[12]
- Arte como questão: anos 70, 2007 - Instituto Tomie Ohtake[12]

## Prêmios
- Prêmio Cidade de Belo Horizonte, 1986
- Prêmio Luís Delfino, 1987